# Belén (Catamarca)
Belén is een plaats in het Argentijnse bestuurlijke gebied Belén in de provincie  Catamarca. De plaats telt 12.252 inwoners.